# Sabine Bau
Sabine Christiane Bau (ur. 19 lipca 1969 w Würzburgu) – niemiecka florecistka, reprezentująca też RFN, wielokrotna medalistka olimpijska i wielokrotna medalistka mistrzostw świata.

## Życiorys
Urodziła się w RFN i do zjednoczenia Niemiec startowała w barwach tego kraju. Podczas igrzysk olimpijskich w Seulu w 1988 roku reprezentacja RFN w składzie: Anja Fichtel, Zita Funkenhauser, Christiane Weber, Sabine Bau i Annette Klug zdobyła złoty medal w turnieju drużynowym. W turnieju indywidualnym zdobyła srebrny medal, przegrywając w finale z Fichtel 5:8. Na rozgrywanych cztery lata później igrzyskach olimpijskich w Barcelonie wspólnie z Funkenhauser, Fichtel, Moniką Weber i Annette Dobmeier zajęła drużynowo drugie miejsce. Indywidualnie zajęła siódme miejsce. Kolejny medal zdobyła podczas igrzysk olimpijskich w Atlancie w 1996 roku, razem z Anją Fichtel i Moniką Weber zajmując trzecie miejsce w zawodach drużynowych. W zawodach indywidualnych była tym razem dwunasta. Brała również udział w igrzyskach olimpijskich w Sydney w 2000 roku, zajmując trzecie miejsce drużynowo (razem z Ritą König i Moniką Weber) oraz dziewiąte indywidualnie.
Na mistrzostwach świata w Sofii w 1986 roku wywalczyła srebrny medal indywidualnie, przegrywając w finale z Anją Fichtel. Na tej samej imprezie razem z koleżankami z reprezentacji zdobyła drużynowo brązowy medal. W tej samej konkurencji Niemki z Bau w składzie zdobywały następnie złote medale na mistrzostwach świata w Denver (1989), mistrzostwach świata w Essen (1993) i mistrzostwach świata w Seulu (1999), srebrny podczas mistrzostw świata w Nîmes (2001) oraz brązowe na mistrzostwach świata w Budapeszcie (1991), mistrzostwach świata w Hadze (1995) i mistrzostwach świata w Kapsztadzie (1997). Ponadto zdobyła jeszcze cztery medale w zawodach indywidualnych: złoty na mistrzostwach świata w La Chaux-de-Fonds (1998), srebrne podczas mistrzostw świata w Kapsztadzie (1997) i mistrzostw świata w Seulu (1999) oraz brązowy na mistrzostwach świata w Budapeszcie (1991).
Kilkukrotnie zdobywała też medale mistrzostw Europy, w tym złote indywidualnie na mistrzostwach Europy w Lizbonie w 1992 roku oraz mistrzostwach Europy w Krakowie dwa lata później.

## Starty olimpijskie (medale)
Seul 1988
- floret drużynowo –  złoto
- floret indywidualnie –  srebro

Barcelona 1992
- floret drużynowo –  srebro

Atlanta 1996
- floret drużynowo –  brąz

Sydney 2000
- floret drużynowo –  brąz